# 600 Millas de Charlotte
Las 600 Millas de Charlotte (oficialmente  por motivos de patrocinio Coca-Cola 600) es una carrera anual de automovilismo de velocidad que se corre en el Charlotte Motor Speedway desde el año 1960 como parte del calendario de la Copa NASCAR.
La carrera se lleva a cabo en el fin de semana del Día de los Caídos, que es el último fin de semana de mayo (desde 1961) y habitualmente horas después de las 500 Millas de Indianápolis. Con una longitud de carrera equivalente de aproximadamente de 966 kilómetros, es la carrera más larga de la Copa NASCAR.
La cadena de televisión CBS emitió la carrera en 1964, 1970 y desde 1975 hasta 1981. Mizlou lo hizo desde 1982 hasta 1984, y Jefferson-Pilot desde 1985 hasta 1987. TBS transmitió la carrera desde 1988 hasta 2000. Fox ha transmitido la carrera desde 2001.

## Ganadores
Darrell Waltrip es el piloto más ganador de la carrera con 5 victorias, delante de Jimmie Johnson que logró cuatro. Mientras que Buddy Baker, David Pearson, Bobby Allison, Dale Earnhardt, Jeff Gordon, y Kasey Kahne han vencido en tres ocasiones. Aparte, la marca ganadora de la carrera es Chevrolet con 25 triunfos sobre los 14 que logró Ford.
| Año  | Piloto           | Equipo            | Marca     | Tiempo de carrera | Velocidad promedio (mph) |
| ---- | ---------------- | ----------------- | --------- | ----------------- | ------------------------ |
| 1960 | Joe Lee Johnson  | Paul McDuffie     | Chevrolet | 5:34:06           | 107.735                  |
| 1961 | David Pearson    | John Masoni       | Pontiac   | 5:22:29           | 111.633                  |
| 1962 | Nelson Stacy     | Holman-Moody      | Ford      | 4:46:44           | 125.552                  |
| 1963 | Fred Lorenzen    | Holman-Moody      | Ford      | 4:31:52           | 132.417                  |
| 1964 | Jim Paschal      | Petty             | Plymouth  | 4:46:14           | 125.772                  |
| 1965 | Fred Lorenzen    | Holman-Moody      | Ford      | 4:55:38           | 121.722                  |
| 1966 | Marvin Panch     | Petty             | Plymouth  | 4:26:35           | 135.042                  |
| 1967 | Jim Paschal      | Frieden           | Plymouth  | 4:25:02           | 135.832                  |
| 1968 | Buddy Baker      | Ray Fox           | Dodge     | 3:04:14           | 104.207                  |
| 1969 | LeeRoy Yarbrough | Junior Johnson    | Mercury   | 4:27:56           | 134.361                  |
| 1970 | Donnie Allison   | Banjo Matthews    | Ford      | 4:37:36           | 129.68                   |
| 1971 | Bobby Allison    | Holman-Moody      | Mercury   | 4:16:20           | 140.422                  |
| 1972 | Buddy Baker      | Petty             | Dodge     | 4:13:04           | 142.255                  |
| 1973 | Buddy Baker      | Nord Krauskopf    | Dodge     | 4:26:53           | 134.89                   |
| 1974 | David Pearson    | Wood Brothers     | Mercury   | 3:58:21           | 135.72                   |
| 1975 | Richard Petty    | Petty             | Dodge     | 4:07:42           | 145.327                  |
| 1976 | David Pearson    | Wood Brothers     | Mercury   | 4:22:06           | 137.352                  |
| 1977 | Richard Petty    | Petty             | Dodge     | 4:21:29           | 137.676                  |
| 1978 | Darrell Waltrip  | DiGard            | Chevrolet | 4:20:12           | 138.355                  |
| 1979 | Darrell Waltrip  | DiGard            | Chevrolet | 4:23:24           | 136.674                  |
| 1980 | Benny Parsons    | M. C. Anderson    | Chevrolet | 5:01:51           | 119.265                  |
| 1981 | Bobby Allison    | Ranier-Lundy      | Buick     | 4:38:22           | 129.326                  |
| 1982 | Neil Bonnett     | Wood Brothers     | Ford      | 4:36:48           | 130.058                  |
| 1983 | Neil Bonnett     | RahMoc            | Chevrolet | 4:15:51           | 140.707                  |
| 1984 | Bobby Allison    | DiGard            | Buick     | 4:38:34           | 129.233                  |
| 1985 | Darrell Waltrip  | Junior Johnson    | Chevrolet | 4:13:52           | 141.807                  |
| 1986 | Dale Earnhardt   | Richard Childress | Chevrolet | 4:16:24           | 140.406                  |
| 1987 | Kyle Petty       | Wood Brothers     | Ford      | 4:33:48           | 131.483                  |
| 1988 | Darrell Waltrip  | Hendrick          | Chevrolet | 4:49:15           | 124.46                   |
| 1989 | Darrell Waltrip  | Hendrick          | Chevrolet | 4:09:52           | 144.077                  |
| 1990 | Rusty Wallace    | Blue Max          | Pontiac   | 4:21:32           | 137.65                   |
| 1991 | Davey Allison    | Yates             | Ford      | 4:19:05           | 138.951                  |
| 1992 | Dale Earnhardt   | Richard Childress | Chevrolet | 4:30:43           | 132.98                   |
| 1993 | Dale Earnhardt   | Richard Childress | Chevrolet | 4:07:25           | 145.504                  |
| 1994 | Jeff Gordon      | Hendrick          | Chevrolet | 4:18:10           | 139.445                  |
| 1995 | Bobby Labonte    | Joe Gibbs         | Chevrolet | 3:56:55           | 151.952                  |
| 1996 | Dale Jarrett     | Robert Yates      | Ford      | 4:03:56           | 147.581                  |
| 1997 | Jeff Gordon      | Hendrick          | Chevrolet | 3:39:10           | 136.745                  |
| 1998 | Jeff Gordon      | Hendrick          | Chevrolet | 4:23:53           | 136.424                  |
| 1999 | Jeff Burton      | Roush             | Ford      | 3:57:50           | 151.367                  |
| 2000 | Matt Kenseth     | Roush             | Ford      | 4:12:23           | 142.64                   |
| 2001 | Jeff Burton      | Roush             | Ford      | 4:20:40           | 138.107                  |
| 2002 | Mark Martin      | Roush             | Ford      | 4:21:23           | 137.729                  |
| 2003 | Jimmie Johnson   | Hendrick          | Chevrolet | 3:16:50           | 126.198                  |
| 2004 | Jimmie Johnson   | Hendrick          | Chevrolet | 4:12:10           | 142.763                  |
| 2005 | Jimmie Johnson   | Hendrick          | Chevrolet | 5:13:52           | 114.698                  |
| 2006 | Kasey Kahne      | Evernham          | Dodge     | 4:39:25           | 128.84                   |
| 2007 | Casey Mears      | Hendrick          | Chevrolet | 4:36:27           | 130.222                  |
| 2008 | Kasey Kahne      | Gillett Evernham  | Dodge     | 4:25:09           | 135.772                  |
| 2009 | David Reutimann  | Michael Waltrip   | Toyota    | 2:48:59           | 120.899                  |
| 2010 | Kurt Busch       | Penske            | Dodge     | 4:08:20           | 144.966                  |
| 2011 | Kevin Harvick    | Richard Childress | Chevrolet | 4:33:14           | 132.414                  |
| 2012 | Kasey Kahne      | Hendrick          | Chevrolet | 3:51:14           | 155.687                  |
| 2013 | Kevin Harvick    | Richard Childress | Chevrolet | 4:35:49           | 130.521                  |
| 2014 | Jimmie Johnson   | Hendrick          | Chevrolet | 4:07:27           | 145.484                  |
| 2015 | Carl Edwards     | Joe Gibbs         | Toyota    | 4:03:34           | 147.803                  |
| 2016 | Martin Truex Jr. | Furniture Row     | Toyota    | 3:44:05           | 160.655                  |
| 2017 | Austin Dillon    | Richard Childress | Chevrolet | 4:19:22           | 138.800                  |
| 2018 | Kyle Busch       | Joe Gibbs         | Toyota    | 4:23:22           | 136.692                  |
| 2019 | Martin Truex Jr. | Joe Gibbs         | Toyota    | 4:50:09           | 124.074                  |
| 2020 | Brad Keselowski  | Team Penske       | Ford      | 4:29:55           | 135.024                  |
| 2021 | Kyle Larson      | Hendrick          | Chevrolet | 3:58:45           | 150.785                  |
| 2022 | Denny Hamlin     | Joe Gibbs         | Toyota    | 5:13:08           | 118.703                  |
| 2023 | Ryan Blaney      | Penske            | Ford      | 4:58:50           | 120.465                  |
| 2024 | Christopher Bell | Joe Gibbs         | Toyota    | 3:02:07           | 123.053                  |